# Komisja skrutacyjna
Komisja skrutacyjna (od łac. scrutari – sprawdzać, badać, śledzić, szperać, obliczać) – grupa osób, których zadaniem jest policzenie głosów oddawanych za, przeciw lub wstrzymujących się podczas głosowań na wszelkiego rodzaju zgromadzeniach, np. na zgromadzeniu wspólników spółki z ograniczoną odpowiedzialnością, zgromadzeniu akcjonariuszy spółki akcyjnej, walnym zgromadzeniu spółdzielni, a także np. w komisjach parlamentarnych i w samym parlamencie (w czasach poprzedzających wprowadzenie elektronicznego liczenia głosów).
Komisje skrutacyjne działają także we wszelkiego rodzaju stowarzyszeniach, radach i innych ciałach wieloosobowych, w których funkcjonuje zasada zbiorowego podejmowania decyzji, np. w systemach demokratycznych. Zazwyczaj wybierane są spośród grona uczestników zgromadzenia i cieszą się wśród nich zaufaniem na tyle dużym, że nie podejrzewa się ich o możliwość fałszowania wyników głosowań. Członkiem komisji skrutacyjnej nie może być osoba, która zamierza kandydować w wyborach, przyjętą bowiem powszechnie zasadą jest to, że osoba kandydująca nie może uczestniczyć w obliczaniu głosów za i przeciw swej kandydaturze.